# Котлов, Николай Васильевич
Николай Васильевич Котлов (19 декабря 1922, Багаевка, Саратовская губерния — 2009, Саратов) — лейтенант Рабоче-крестьянской Красной Армии, участник Великой Отечественной войны, Герой Советского Союза (1944).

## Биография
Николай Котлов родился 19 декабря 1922 года в селе Багаевка (ныне — Гагаринский район Саратовской области). После окончания неполной средней школы работал в колхозе. В 1941 году Котлов был призван на службу в Рабоче-крестьянскую Красную Армию. С августа 1942 года — на фронтах Великой Отечественной войны, в боях два раза был тяжело ранен. К апрелю 1944 года лейтенант Николай Котлов был заместителем командира 1-й роты 429-го стрелкового полка 52-й стрелковой дивизии 57-й армии 3-го Украинского фронта. Отличился во время форсирования Днестра.
В ночь с 12 на 13 апреля 1944 года рота Котлова переправилась через Днестр в районе села Бычок Тираспольского района Молдавской ССР и неожиданно атаковала противника, выбив того из первой траншее и выйдя к окраине села Гура-Быкулуй. Когда получил тяжёлое ранение командир роты, Котлов заменил его собой и поднял роту в атаку. В том бою было уничтожено 35 вражеских солдат и офицеров, 6 из которых — лично Котловым. Противник предпринял контратаку при поддержке артиллерии, но рота успешно отразила её. Окончательно освободив село, рота продолжила продвижение на запад. 16 апреля она подошла к безымянной высоте и окопалась на ней. Немецкие войска попытались выбить роту с высоты, но потерпели поражение. В том бою Котлов получил ранение в колено, но продолжал сражаться.
Указом Президиума Верховного Совета СССР от 13 сентября 1944 года лейтенант Николай Котлов был удостоен высокого звания Героя Советского Союза с вручением ордена Ленина и медали «Золотая Звезда» за номером 7464.
В декабре 1944 года Котлов по инвалидности был уволен в запас. Вернулся в родное село, где работал секретарём колхозной парторганизации, а позднее переехал в Саратов, где работал контролёром цеха на заводе «Серп и Молот».
Умер в 2009 году.
Был также награждён двумя орденами Отечественной войны 1-й степени и рядом медалей.